# Xdono
Xdono (pronunciato "Perdono") è un singolo del cantautore italiano Tiziano Ferro, pubblicato il 22 giugno 2001 come primo estratto dal primo album in studio Rosso relativo.

## Descrizione
La canzone è stata scritta da Tiziano Ferro in una giornata di dicembre del 2000. Mentre si stava recando allo studio del padre, avvertì l'impulso di fermarsi a riflettere e si sedette su una panchina del Parco comunale di Latina iniziando così a scrivere le prime parole di Xdono.

Dal punto di vista musicale si tratta di un brano contemporary R&B influenzato da sonorità pop, soul e hip hop. Nel luglio del 2022 il produttore Michele Canova Iorfida ha rivelato che la base musicale è stata copiata dal brano Did You Ever Think del cantante statunitense R. Kelly, optando per risuonarlo completamente anziché campionarlo:
Xdono è rimasto per diverse settimane consecutive ai vertici delle classifiche di vendita europee. Il cantante interpretò il brano durante la sua partecipazione al Festivalbar 2002, sebbene alla manifestazione abbia partecipato con Rosso relativo. Ha inoltre raggiunto la seconda posizione della classifica radiofonica italiana.
Nel 2014, con la pubblicazione di TZN - The Best of Tiziano Ferro, il brano è stato distribuito in formato 45 giri all'interno dell'edizione Special Fan della raccolta. Oltre alla versione originale, Xdono è stata incisa anche in altre lingue:
- Perdono (English Version), bonus track delle edizioni di Rosso relativo vendute in Italia, Brasile e Europa orientale.
- Perdono (French/Italian Version), bonus track dell'edizione francese di Rosso relativo.
- Perdona, versione spagnola presente in Rojo relativo.
- Perdoa, versione portoghese apparsa come bonus track dell'edizione portoghese di Rosso relativo.

## Video musicale
Il video, girato da Matteo Pellegrini nel luglio del 2001 a Milano, vede protagonista Ferro irrompere in uno studio televisivo, nel bel mezzo di un talk show, per tentare di comunicare attraverso le telecamere una richiesta di perdono.

## Tracce
Xdono – CD singolo, 12" (Italia)
1. Xdono – 3:59
2. Xdono RMX – 3:43
3. Xdono (Bug Version) – 1:45

Perdono – CD promozionale (Europa)
1. Perdono – 4:19

Perdono – CD singolo (Europa)
1. Perdono (Italian Version) – 4:04
2. Perdono (English Version) – 4:04

Perdono – CD maxi-singolo (Europa)
1. Perdono – 3:59
2. Perdono (English Version) – 3:59
3. Perdono RMX – 3:43
4. Perdono (Bug Version) – 1:45

Perdono – CD singolo (Francia)
1. Perdono (French/Italian Version) – 3:59
2. Perdono (Italian Version) – 4:00

Perdono - Summer Remixes – CD singolo, 12"
1. Perdono (Carlos Jean Remix Italian Version) – 3:38
2. Perdono (Carlos Jean Remix Spanish Version) – 3:45
3. Perdono (Radio Edit) – 4:19
4. Perdono RMX – 3:43
5. Perdono (Bug Version) – 1:45

## Classifiche

### Classifiche settimanali
| Classifica (2001/02) | Posizione massima |
| -------------------- | ----------------- |
| Austria              | 2                 |
| Belgio (Fiandre)     | 6                 |
| Belgio (Vallonia)    | 1                 |
| Danimarca            | 3                 |
| Europa               | 3                 |
| Francia              | 6                 |
| Germania             | 2                 |
| Grecia               | 8                 |
| Italia               | 1                 |
| Norvegia             | 11                |
| Paesi Bassi          | 1                 |
| Romania              | 3                 |
| Spagna               | 4                 |
| Svezia               | 4                 |
| Svizzera             | 4                 |

### Classifiche di fine anno
| Classifica (2001) | Posizione |
| ----------------- | --------- |
| Italia            | 3         |
| Svizzera          | 99        |
| Classifica (2002) | Posizione |
| Austria           | 28        |
| Belgio (Fiandre)  | 38        |
| Belgio (Vallonia) | 6         |
| Europa            | 16        |
| Francia           | 24        |
| Germania          | 7         |
| Paesi Bassi       | 13        |
| Svezia            | 41        |
| Svizzera          | 7         |

## Cover
Nel corso degli anni Xdono è stata oggetto di varie interpretazioni. Nel 2004 una rivisitazione in chiave swing del brano fu realizzata da Alfredo Rey e la sua Orchestra e pubblicata nell'album Alta infedeltà. Nel 2017 il cantautore Michele Zarrillo incide una cover del brano per la ristampa del suo album Vivere e rinascere. Nel 2021 il cantautore Mario Venuti ne ha realizzato una nuova cover in chiave cumbia e lambada.